# Kaliningrad R-8
Kaliningrad R-8 (NATO-rapporteringsnamn AA-3 Anab) var en jaktrobot med medellång räckvidd utvecklad för Sovjetiska luftförsvarsstyrkorna. Den fanns med både semiaktiv radarmålsökare (R-8R) och infraröd målsökare (R-8T).
Utvecklingen startade 1955 och de första provskjutningarna ägde rum 1957. År 1961 visades den första gången offentligt under en flyguppvisning vid Tusjino.
Det var två stycken R-8-robotar som användes vid nedskjutningen av Korean Air Lines Flight 007 vid Sachalin 1 september 1983.

## Varianter
- R-8 – Första produktionsserien avsedd för jaktflygplanet Jak-27K.
- R-8M – Andra produktionsserien för flygplan med radarn Orjol-D (Jak-29P, Su-11 och Su-15).
- R-8M1 – Förbättrad version för flygplan med radarn Orjol-M och kunde träffa mål på ner till 500 meters höjd.
- R-8M2 – Ytterligare förbättrad version för flygplan med radarn Taifun-M (Jak-28PM och Su-15TM).

Alla varianter finns med både infraröd- och semiaktiv radarmålsökare.